# Maymena misteca
Maymena misteca är en spindelart som beskrevs av Willis J. Gertsch 1960. Maymena misteca ingår i släktet Maymena och familjen Mysmenidae. Inga underarter finns listade i Catalogue of Life.